# Níkos Voútsis
Nikólaos « Níkos » Voútsis (grec moderne : Νικόλαος «Νίκος» Βούτσης), né le 4 mars 1951 à Athènes, est un homme politique grec.
Membre du parti SYRIZA, il est président du Parlement grec entre 2015 et 2019.

## Biographie
Diplômé de l'université polytechnique nationale d'Athènes, Níkos Voútsis est ingénieur civil de profession.
Élu député au Parlement grec à l'issue des élections législatives du 25 janvier 2015 dans la première circonscription d'Athènes, il est nommé ministre de l'Intérieur et de la Restructuration administrative deux jours plus tard, dans le premier gouvernement d'Aléxis Tsípras. À ce titre, il doit réformer la fonction publique grecque et conduire la réforme des collectivités locales.
Réputé proche du Premier ministre, il est souvent présenté comme un membre influent du gouvernement. Il s'est notamment prononcé, auprès du chef du gouvernement, en faveur de l'élection de Prokópis Pavlópoulos à la présidence de la République, au mois de février 2015.
Le 4 octobre 2015, deux semaines après les élections législatives anticipées du 20 septembre précédent, il est élu président du Parlement grec avec 181 voix.